# L'echo
L'echo és un diari de Bèlgica fundat el 22 de maig del 1881 que pertany al grup de comunicació Mediafin. Aquest grup també edita el diari flamenc De Tijd. Ambdós diaris ofereixen notícies de caràcter econòmic i financer, tot seguint l'exemple de Financial Times, Het Financieele Dagblad, FT Deutschland i molts d'altres. L'echo es distribueix majoritàriament a Valònia i Brussel·les amb una tiratge de 260.000 còpies el 1995 i disposa d'una pàgina internet des del 1996. L'any 2017, la línia editorial i el públic es van resumir amb el lema "una informació independent de qualitat i dirigida a emprenedors".